# Isabel de Brienne
Isabel de Brienne (1306 - 1360), foi duquesa titular do Ducado de Atenas entre 1356 e 1360. Só foi reconhecida em Argos e Náuplia. Foi seguido no cargo por Sohier de Enghien.
Foi também a oitava senhora do Senhorio de Argos e Náuplia, que governou conjuntamente com o seu filho Luís de Enghien, este estado cruzado, criado como feudo do Principado de Acaia. Foi antecedida por Gualtério VI de Brienne e seguida no governo do senhorio por Margarida de Enghien.